# کاخ هدیش
کاخ هدیش یا کاخ ویژه خشایارشا در شرق کاخ ه در کوشک شاهی تخت جمشید جای دارد. به گواهی سنگ نبشته‌های کاخ هدیش، این سازه به دستور خشایارشا و برای خود و یکی از همسرانش هدیش نام (هدسه) ساخته شده‌است. او در یک سنگ نبشته این ساختمان را هدیش خوانده گرچه در نبشته‌ای دیگر، آن را تچر نامیده‌است.
کاخ هدیش بر سینه سنگ و در جنوب سکّو ساخته شده و پایه آن در برابر ترازِ دشت نزدیک به ۱۸ متر بلندتر است. راستای درازنای کاخ، غربی–شرقی بوده و گستره آن نزدیک به ۲۵۵۰ متر مربع (۴۰ در ۵۵) متر است. یک پلکان دو سویه در غرب و یکی دیگر در شمال شرقی، آن را به ترتیب به حیاط کاخ تچر و حیاط کاخ سه در می‌پیوندد.
در سرتاسر جنوب کاخ، بالا خانه یا ایوانی با لبه کنگره‌دار است که از دو سوی شرق و غرب از راه پلکان‌های باریکی به درون بخش غربی شبستان راه داشته‌است. پلکان غربی هنوز پابرجاست گرچه پلکان شرقی که آجری بوده، از میان رفته‌است و علیرضا شاپور شهبازی باستان‌شناس ایرانی آن را در سال ۱۳۵۷ خ آن را به سیمای آغازینش بازسازی کرد. بخش بزرگتر کاخ، یک تالار میانی چهارگوش دربرگیرنده شش رج ستون ۶ تایی بوده‌است. در شمال این تالار ایوانی ۱۲ ستونی (دو رج ۶ تایی) بوده که با دو درگاه بزرگ به تالار راه می‌یافته و یک در دیگر، تالار را به بالا خانه باریک جنوبی می‌پیوسته‌است. در دو سوی شرقی و غربی تالار، دو دستگاه ساختمان، دربردارنده سرای نگهبانان، اتاق چهار ستونی، کفش کن و برج نگهبانی بوده و پلکان شمال شرقی، را به کفش کن شرقی راهنمایی می‌کرده‌است. بر درگاه‌های بزرگ، نقش خشایارشا، با تاجی ساده و بی کنگره دیده می‌شود. برخی تاریخنگاران یونانی گفته‌اند اسکندر مقدونی آتش زدن تخت جمشید را از این کاخ آغاز کرده‌است.

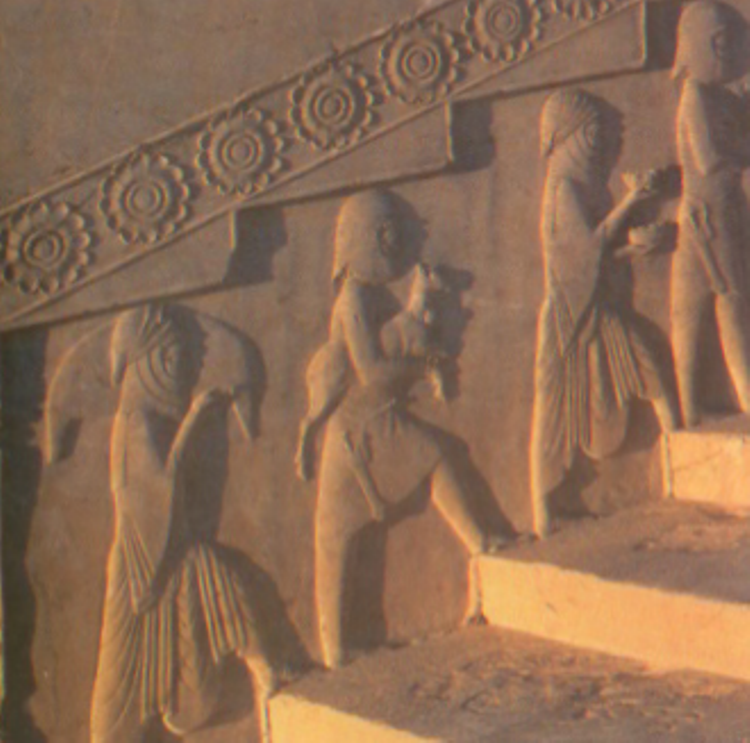
گل نیلوفر آبی با ۱۲ گلبرگ در کاخ هَدیش در تخت جمشید

## کتیبه خشایارشا در ایوان شمالی
بر پیشانی دو جرز دو طرف ایوان شمالی کاخ هدیش کتیبه خشایارشا به سه زبان نوشته شده‌است؛ که ترجمه آن چنین است:
«خدای بزرگی است اهورامزدا که این زمین را آفرید. آن آسمان را آفرید که مردم را آفرید که شادی را برای مردم آفرید که خشایارشا را شاه کرد یگانه شاهی از شاهان یگانه فرمانداری از فرمانداران بسیار.
منم خشایارشا، شاه بزرگ، شاه کشورهایی که دارای ملل گوناگون است، شاه این زمین بزرگ و پهناور، پسر داریوش شاه هخامنشی.
به خواست اهورامزدا این بنا هدیش را من ساختم. اهورمزدا با خدایان، مرا و پادشاهی‌ام را و آنچه ساخته‌ام نگاه دارد.»